# Suze Groeneweg
Suzanna "Suze" Groeneweg (Strijensas, 4 de marzo de 1875-Barendrecht, 19 de octubre de 1940) fue una política neerlandesa del Partido Socialdemócrata de los Trabajadores - SDAP. Fue la primera mujer elegida en el parlamento neerlandés.

## Biografía
Groeneweg fue profesora en Róterdam. Participó activamente en el trabajo por la educación de las personas y  por la igualdad de género, aunque no participó en grupos separados de mujeres sino que prefirió trabajar desde dentro del partido. También participó activamente en la unión por la templanza y el movimiento pacifista.
Miembro del comité central del partido socialdemócrata, SDAP, en 1917, cuando se introdujo el sufragio femenino parcial, las mujeres podían ser elegidas para el cargo pero ellas mismas no podían votar. En 1918, cuando se llevaron a cabo las primeras elecciones después del sufragio femenino fue elegida al parlamento como la primera mujer y se sentó en la cámara junto a 99 hombres.
A partir del 1 de enero de 1920, las mujeres en los Países Bajos también obtuvieron el derecho a votar activamente, derecho que pudieron utilizar por primera vez en las elecciones de 1922. Fue reelegida el mismo año y otras seis mujeres se unieron a ella en la cámara de representantes.
Hasta junio de 1937 permaneció como miembro de la Cámara de Representantes de los Países Bajos. También fue miembro del consejo municipal de Rotterdam entre 1919 y 1931, y de los estados provinciales de la provincia de Holanda Meridional entre 1919 y 1937.

## Premios y reconocimientos
- 1937: Orden del León Neerlandés.